# Nintendo DS Browser
Ne doit pas être confondu avec Nintendo DSi Browser.
Le Nintendo DS Browser est un navigateur permettant d'aller sur le web depuis la Nintendo DS, grâce au Wi-Fi.
Il existe deux versions différentes (une pour la DS, une autre pour la DS Lite).
Une autre version avancée est disponible sur DSi (uniquement) appelée Nintendo DSi Browser.

## Versions
Il existe trois versions de ce navigateur.
- Les deux premières sont presque identiques :
  - Elles comportent la même cartouche DS, mais pas la même cartouche d'extension mémoire : Elles en ont chacune une adaptée à leur Port GBA.
  - Elles sont toutes les deux au prix de 40 €.

- La troisième est une version avancée qui concerne uniquement la Nintendo DSi:
  - Il n'y a ni cartouche DS (elle est téléchargeable via la DSiWare et stockée dans la mémoire interne de la DSi), ni cartouche d'extension mémoire (Fonctionne directement sur la mémoire interne).
  - Elle est entièrement gratuite.

## Principaux avantages
- Connexion Wi-Fi assez rapide
- Présence de favoris
- Facilité d'utilisation

## Principaux inconvénients
- Nécessite une Cartouche d'extension mémoire adaptée à la console
- Incapacité de lecture de fichiers audio et vidéo
- Incapacité de téléchargements online
- Prix élevé, contrairement à la version DSi (gratuite)